# Khoa cấp cứu

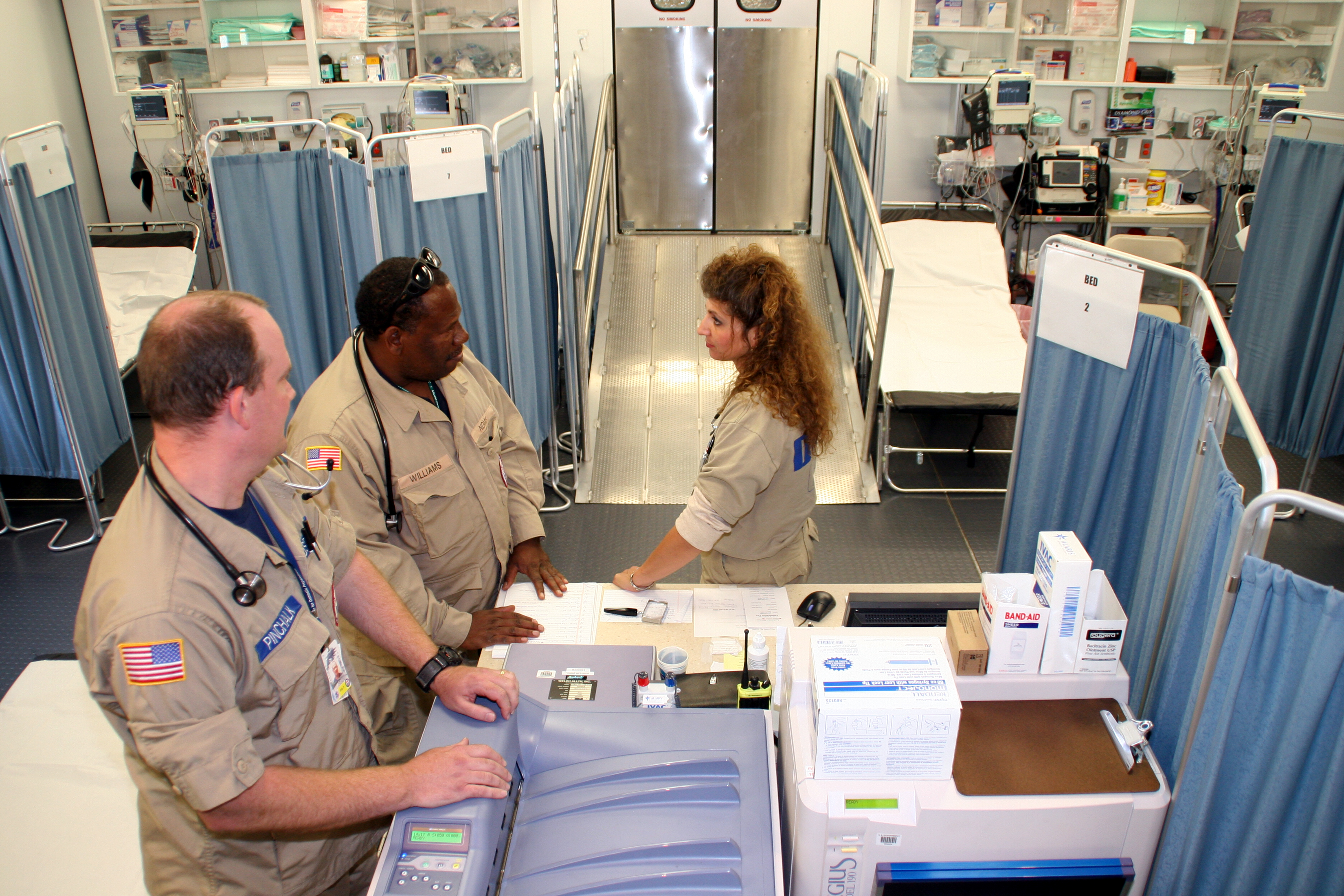
Khoa cấp cứu thường là một nơi tuyến đầu để chăm sóc y tế khẩn cấp.

Khoa cấp cứu (emergency department - ED), còn có các tên gọi khác là khoa cấp cứu và tai nạn (accident & emergency department - A&E), phòng cấp cứu (emergency room - ER), khu cấp cứu (emergency ward - EW), khoa tai nạn (casualty department) là một cơ sở điều trị y tế chuyên về y học cấp cứu, chăm sóc cấp cứu bệnh nhân một cách đột xuất; bằng phương tiện riêng của họ hoặc một chiếc xe cứu thương. Khoa cấp cứu thường được tìm thấy ở một bệnh viện hoặc trung tâm chăm sóc ban đầu.
Do sự xuất hiện đột ngột và không có kế hoạch trước của bệnh nhân, khoa phải chuẩn bị chữa trị ban đầu với một bản quang phổ lớn về các bệnh và thương tích, một trong số đó có thể đe dọa đến tính mạng người bệnh và cần phản ứng ngay lập tức. Tại một số quốc gia, khoa cấp cứu đã trở thành điểm bắt đầu quan trọng dành cho những người không được tiếp cận các phương tiện chăm sóc y tế khác. Các khoa cấp cứu ở hầu hết bệnh viện mở cửa 24 giờ mỗi ngày, mặc dù với mức độ nhân viên có thể khác nhau để phản ánh khối lượng bệnh nhân.

## Lịch sử
Dịch vụ cấp cứu đã từng được quy định theo những kế hoạch bồi thường của người lao động, công ty đường sắt và đô thị ở châu Âu và Hoa Kỳ vào cuối giữa thế kỉ 19, nhưng trung tâm chuyên chăm sóc chấn thương đầu tiên trên thế giới được mở cửa năm 1911 tại Hoa Kỳ ở Đại học Bệnh viện Louisville, Louisville, Kentucky, do nhà phẫu thuật Arnold Griswold phát triển trong thập niên 1930. Griswold cũng trang bị cho phương tiện cảnh sát và cứu hỏa thêm thiết bị y tế và nhân viên qua đào tạo để chăm sóc khẩn cấp trên đường đến bệnh viện.

## Sách tham khảo
- John B Bache, Carolyn Armitt, Cathy Gadd, Handbook of Emergency Department Procedures, ISBN 0-7234-3322-4
- Swaminatha V Mahadevan, An Introduction To Clinical Emergency Medicine: Guide for Practitioners in the Emergency Department, ISBN 0-521-54259-6
- Academic Emergency Medicine Lưu trữ ngày 10 tháng 6 năm 2017 tại Wayback Machine, ISSN 1069-6563, Elsvier